# Ionia (Misuri)
Ionia es un pueblo ubicado en el condado de Benton en el estado estadounidense de Misuri. En el Censo de 2010 tenía una población de 88 habitantes y una densidad poblacional de 229,57 personas por km².

## Geografía
Ionia se encuentra ubicado en las coordenadas 38°30′13″N 93°19′25″O / 38.50361, -93.32361. Según la Oficina del Censo de los Estados Unidos, Ionia tiene una superficie total de 0.38 km², de la cual 0.38 km² corresponden a tierra firme y (0%) 0 km² es agua.

## Demografía
Según el censo de 2010, había 88 personas residiendo en Ionia. La densidad de población era de 229,57 hab./km². De los 88 habitantes, Ionia estaba compuesto por el 93.18% blancos, el 1.14% eran afroamericanos, el 0% eran amerindios, el 0% eran asiáticos, el 0% eran isleños del Pacífico, el 4.55% eran de otras razas y el 1.14% pertenecían a dos o más razas. Del total de la población el 7.95% eran hispanos o latinos de cualquier raza.